# أوفيلي وينتر
أوفيلي كليريكوبيه-وينتر (بالفرنسية: Ophélie Winter)‏ (من مواليد 20 فبراير 1974) ممثلة ومغنية آر أند بي فرنسية، في أواخر عام 2014 أصبحت متسابقة في الموسم الخامس
من برنامج دونس افيك ليس ستار النسخة الفرنسية من برنامج البريطاني «تعال أرقص بدقة» على قناة تي أف 1.

## نشأتها
ولدت وينتر في بولوني بيلانكور، أوت دو سين. كان والدها ديفيد ألكسندر وينتر مغنية موسيقى البوب هولندي التي حققت بعض النجاح خلال سبعينيات القرن الماضي، بينما كانت والدتها كاثرين فيفو عارضة أزياء  فرنسية،
من هو الآن وكيلها. شقيقها مايكل هو مغني ومقدم برامج تلفزيونية.
انفصل والداها عندما كان عمرها عامين فقط وانتقلت إلى باريس مع والدتها وشقيقها، بينما غادر والدها إلى الولايات المتحدة.  في عام 1984، في سن ال 10، سجلت أول أغنية لها في فرنسا، "La Chanson des Klaxons"، وبعد 3 سنوات أغنية أخرى، "Poil de Carotte"، بالفرنسية. في سن ال 17، تم اكتشافها من قبل وكيل عارضة أزياء في الشانزليزيه في باريس وبعد ثلاث سنوات من عرض الأزياء، قررت أن تصبح مغنية وممثلة.

## مسيرتها الوظيفي
أصدرت أوفيلي وينتر أربعة ألبومات: "No Soucy!"، والتي تعاون معها شقيقها، وألبوم "Privacy"، وألبوم"Explicit Lyrics"، وألبوم "Résurrection". قام المغني برنس بكتابة أغنية لها.
وهي تقيم حاليًا في باريس في العديد من المظاهر التلفزيونية. الدمية المتشابهة لها موجودة في المعرض الفرنسي "لي غينيول دو لانفو" (1988).

## روابط خارجية
- أوفيلي وينتر على موقع IMDb (الإنجليزية)
- أوفيلي وينتر على موقع روتن توميتوز (الإنجليزية)
- أوفيلي وينتر على موقع ألو سيني (الفرنسية)
- أوفيلي وينتر على موقع ميوزك برينز (الإنجليزية)
- أوفيلي وينتر على موقع أول موفي (الإنجليزية)
- أوفيلي وينتر على موقع أول ميوزيك (الإنجليزية)
- أوفيلي وينتر على موقع ديسكوغز (الإنجليزية)
- أوفيلي وينتر على موقع قاعدة بيانات الفيلم (الإنجليزية)
- أوفيلي وينتر على موقع كينوبويسك (الروسية)